# كيث فينش
كيث فينش (بالإنجليزية: Keith Finch)‏ (6 مايو 1982 في المملكة المتحدة - ) هو لاعب كرة قدم بريطاني في مركز حراسة المرمى. لعب مع نادي غيتزهد وبيشوب أوكلاند ‏ وسيهام ريد ستار ‏ وShildon A.F.C. ‏ وسبنيمور تاون ‏ وسندرلاند نيسان ‏ ودارلينجتون إف سى.